# Léopold de Gaiche
Léopold de Gaiche, aussi connu comme Giovanni Croci (né à Gaiche di Piegaro le 30 octobre 1732 – mort à Monteluco le 2 avril 1815), est un prêtre franciscain italien. Il est vénéré comme bienheureux par l'Église catholique.

## Biographie
Il rejoint les récollets franciscains du couvent de Cibottola di Piegaro en 1752 et 1757 est ordonné prêtre. Il est employé dans la prédication des missions populaires et exerce ce ministère dans divers domaines des États pontificaux : en 1768 il est nommé missionnaire apostolique. 
Dans sa prédication, il suit la méthode de Léonard de Port-Maurice, visant à impliquer les auditeurs, avec une forte charge émotionnelle : il se présente enveloppé de chaînes, avec une couronne d'épines sur la tête et se flagelle en récitant le Miserere. 

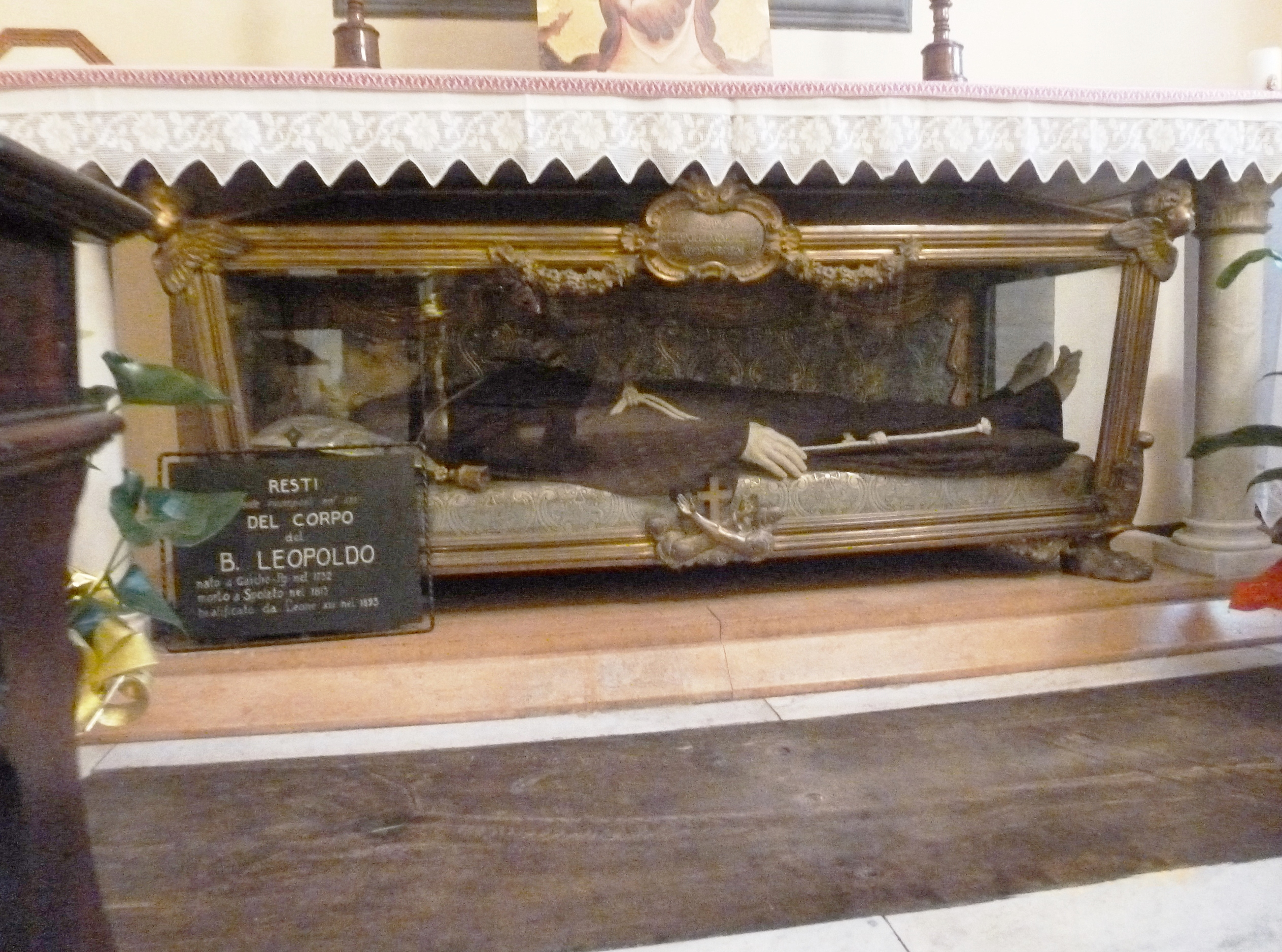
Reliques du Bx Léopold de Gaiche, Monteluco.

En 1788, il choisit le sanctuaire de San Francesco à Monteluco comme retraite spirituelle. En 1809, il tente de chasser les troupes napoléoniennes qui gravissent la montagne pour y planter l'arbre de la liberté, mais l'invasion napoléonienne l'oblige à quitter le couvent et à abandonner son ministère. Il est également condamné à la prison pour son refus de rejoindre le nouveau régime. 
Il reprend la prédication après la Restauration. Il contribue à la réouverture des couvents supprimés et érige de nombreux Chemins de croix. 
Il meurt à Monteluco en 1815. Ses restes reposent à l'intérieur de l'église du sanctuaire de San Francesco, à l'orée d'un bois sacré réputé.

## Béatification
Il est déclaré vénérable le 13 février 1855 et béatifié par le pape Léon XIII le 12 mars 1893 . 
Son éloge peut être lu dans le Martyrologe romain le 2 avril. 